# Шательперонская культура
Шательперон (фр. Châtelperronien) — археологическая культура позднего палеолита в 3ападной Европе, промежуточная между мустье и солютре. Ранняя часть перигорской культуры. В чистом виде эта культура известна только во Франции.
Для шательперонской культуры характерна особая техника обработки пластин, а именно крутая ретушь по краю, кремнёвые острия (тип шательперон) с закругленной спинкой. На стоянке Сен-Сезер (Западная Франция) обнаружены останки человека, ассоциированные с данной культурой.

## Период
Научно датируется 44 500—36 000 лет назад.

## Распространение
Для Западной Европы начало верхнего палеолита связано с культурой, названной по французскому местонахождению шательпероном (фр. Châtelperronien). В чистом виде эта культура известна только во Франции, а именно в юго-западной и центральной Франции.

## Изделия

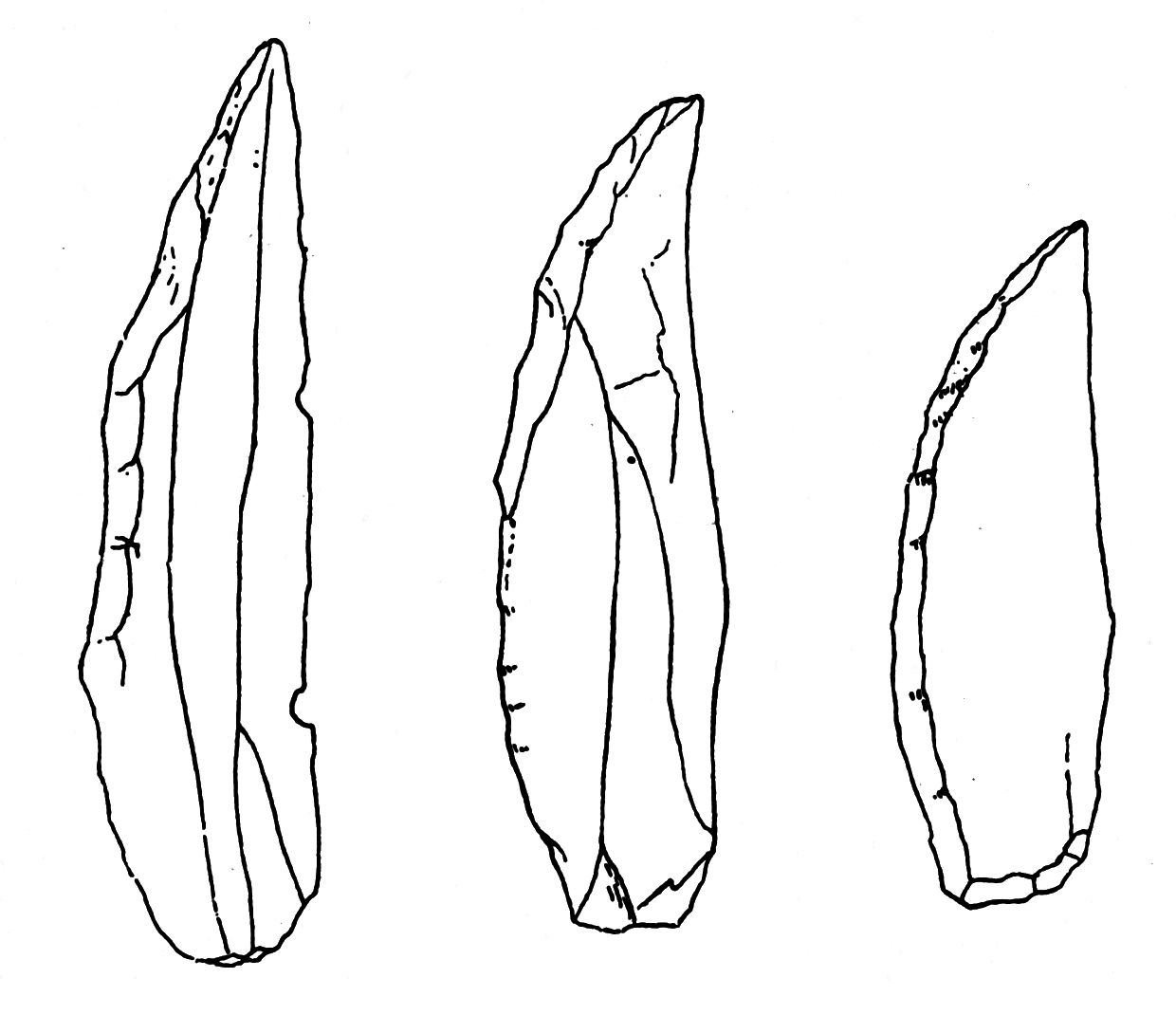
Шательперонские каменные инструменты

Шательперон — наиболее ранняя индустрия верхнего палеолита в юго-западной и центральной Франции, заимствует некоторые элементы из предыдущей мустьерской традиции.
Характерным орудием труда этой культуры является «шательперонский нож» из кремня с прямым режущим краем и притупленной согнутой спинкой.
Для неё характерна особая техника обработки пластин, а именно, крутая ретушь по краю, кремнёвые острия (тип шательперон) с закругленной спинкой. В каменной индустрии с её яркими чертами верхнего палеолита (такими, как наличие резцов) сохраняются ещё старые типы скребков и острий, характерных для позднего мустье. Связь мустьерской культуры с шательпероном также в том, что на памятниках, которые относятся к позднему мустье (например, местность Абри-Оди во Франции), уже появляются формы, из которых развивались орудия труда, типичные для шательперона (асимметричные острия с дугообразным краем, который ретушуется).

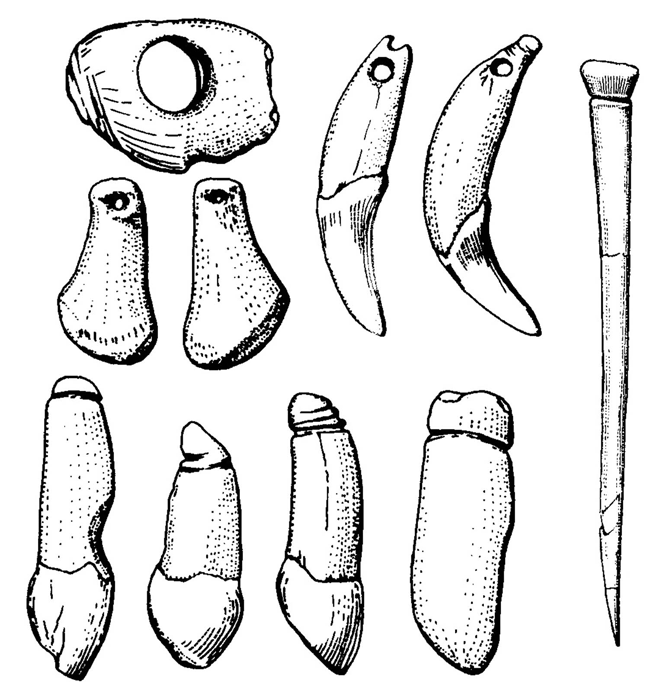
Украшение (подвески) из зубов животных и костяное шило. Культура шательперрон. Неандертальцы.

Также были распространены украшения.

## Антропологическая принадлежность
С культурой шательперон связаны останки как поздних неандертальцев, так и ранних кроманьонцев.
В Оленьей пещере (en:Grotte du Renne) в Арси-сюр-Кюр (департамент Йонна) найдены человеческие останки в отложениях культурного слоя Шательперон возрастом 43160—41320 лет. Исследованием ископаемой митохондриальной ДНК была доказана принадлежность останков неандертальцу. Используя методы палеопротеомики (хромато-масс-спектрометрию и ошибкоустойчивый анализ аминокислотных последовательностей), учёные обнаружили характерную для неандертальцев древнюю форму коллагена COL10α1 (en:Collagen, type X, alpha 1), которая содержит большое количество аспарагина, в отличие от коллагена современных людей, богатого аспарагиновой кислотой. Возможно, имевший место обмен культурным опытом и технологическими достижениями с неоантропами позволил неандертальцам позаимствовать у более прогрессивных соседей идеи по изготовлению орудий и украшений. В геноме неандертальца из Ле Котте (fr:Grotte des Cottés (Saint-Pierre-de-Maillé)) не было обнаружено примеси от ДНК Homo sapiens. К концу истории неандертальцев, вероятно, произошла смена населения на Кавказе или по всей Европе.
До сих пор остаётся предметом ожесточённых споров, однако допускается многими учёными как, по крайней мере, вероятное биологическое смешение части исчезающих неандертальцев с кроманьонцами. Согласно слабому варианту этой гипотезы гибридное потомство двух подвидов человека не выделялось какими-то преимуществами или особенностями (или даже было нежизнеспособно), и в конце концов неандертальские гены вовсе исчезли из человеческой популяции или сохранились в минимальном количестве. Некоторое физическое сходство европейцев с неандертальцами объясняется в таком случае просто сходной суровой средой обитания. Согласно сильному варианту этой гипотезы неандертальские гены даже оказали влияние на облик формирующейся европеоидной расы, передав ей такие антропологические черты, как относительно широкие кисти и стопы, более массивные череп и скелет, крупный нос, а возможно, даже и светлый цвет кожи и светлый или рыжий цвет волос. В таком случае народ перигорских культур (шательперон и граветтская культура) следовало бы считать гибридным неандертало-кроманьонским, тем более что последние результаты исследований генетического родства современных людей и неандертальцев, полученные Сванте Паабо, подтверждают что все люди, за исключением коренных жителей африканского континента, содержат в своей ДНК от 1 до 2,6 % генов неандертальцев.

## Связь с другими культурами
Культура шательперон следовала после неандертальской мустьерской культуры. Является первым этапом так называемых ориньякско-перигорских культур. Её элементы были унаследованы ориньякской и граветтской культурами.